# 西郷正勝
西郷 正勝（さいごう まさかつ、生年不詳 − 永禄5年（1562年））は、戦国時代の東三河八名郡の国人領主・武将。西郷正員の後継。正室は菅沼定村の姉。通称、孫三郎。弾正左衛門。西郷元正・西郷清員兄弟の父。西郷局は外孫。
西郷正員の後継ではあるが、親子なのか、兄弟なのか、明確ではない。
三河国の支配力を強める今川氏に従っていたが、主家からの期待は少なくなかった模様。娘を遠江国の戸塚忠春に嫁がせているのは、今川氏の下命があったものと考えられる。一方で嫡子・孫六郎には、今川義元の一字・元を許されている。
永禄3年（1560年）に桶狭間の戦いで今川氏が大敗すると松平元康（徳川家康）の調略に応じ、設楽貞通・菅沼定盈等の他の東三河国人衆とともに松平氏に転属し、今川氏を見限った。だが、今川氏の勘気は、吉田城に捕らわれていた人質・甥の孫四郎正好らに向けられる。そして、東三河諸豪族が差し出していた人質たち13人は、城下の龍拈寺で串刺し刑に処せられた。
永禄4年（1561年）、月ヶ谷（わちがや）城（愛知県豊橋市嵩山（すせ）町）を嫡男元正に譲り、五本松城（同県同市石巻中山町、西郷校区）を築城して三河西郷氏の本城とする。
永禄5年（1562年）、三河国の東端を領有していたのが災いし、遠江国からの今川軍に攻められる。防戦するものの多勢に無勢。長男・孫六郎元正は討死。自身も居館・五本松城館に火を放って、自害した。